# Llista de fabricants de naus espacials
Durant els primers anys del vol espacial només els estats nació tenien els recursos per desenvolupar i volar naus espacials. Tant el programa espacial dels Estats Units com el programa espacial soviètic van ser operats utilitzant principalment els pilots militars com a astronautes. Durant aquest període, no hi va haver llançaments espacials comercials que estiguessin a disposició dels operadors privats, i cap organització privada va ser capaç d'oferir llançaments espacials.
En la dècada de 1980, l'Agència Espacial Europea va crear Arianespace, la primera empresa de transport espacial comercial, i, després de l'accident del Challenger, el govern nord-americà va desregular el mercat del transport espacial d'Amèrica. En la dècada de 1990 el govern rus va vendre la seva participació majoritària de RSC Energia als inversors privats. Aquests esdeveniments, per primera vegada van permetre a les organitzacions privades d'adquirir, desenvolupar i oferir llançadores espacials, començant el període dels vols espacials privats.
La següent és una llista d'empreses i contractistes de fabricació de naus espacials no-governamentals.

## Fabricants de satèl·lits
Hi ha sis grans empreses que construeixen plataformes de satèl·lits comercials geosíncrons:
| Empresa                           | Ubicació                                  | Nombre de satèl·lits llançats | Comentaris                        |
| --------------------------------- | ----------------------------------------- | ----------------------------- | --------------------------------- |
| Thales Alenia Space               | Unió Europea ( França/ Itàlia)            |                               | anteriorment Alcatel Alenia Space |
| JSC Information Satellite Systems | Rússia                                    | 1160                          | anteriorment NPO PM               |
| Boeing                            | Estats Units                              |                               |                                   |
| Astrium Satellites                | Unió Europea ( França/ Alemanya/ Espanya) |                               | una unitat de negoci d'Astrium    |
| Lockheed Martin                   | Estats Units                              |                               |                                   |
| Space Systems/Loral               | Estats Units                              |                               |                                   |

A més de les ja esmentades, les següents empreses han construït posat en marxa amb èxit plataformes de satèl·lits:
| Empresa                                               | Ubicació                                                                        | Nombre de satèl·lits llançats                                                     | Comentaris                                                                                          |
| ----------------------------------------------------- | ------------------------------------------------------------------------------- | --------------------------------------------------------------------------------- | --------------------------------------------------------------------------------------------------- |
| AeroAstro, Inc.                                       | Estats Units                                                                    |                                                                                   | |
| Amsat                                                 | Internacional - Estats Units, Canadà, Alemanya, Itàlia, Japó, Índia, Regne Unit |                                                                                   | consorci de constructors de satèl·lits aficionats                                                   |
| Astronautic Technology Sdn Bhd                        | Malàisia                                                                        | 2                                                                                 | |
| Ball Aerospace & Technologies Corp.                   | Estats Units                                                                    |                                                                                   | |
| British Aerospace                                     | Regne Unit                                                                      |                                                                                   | comprat per Marconi Electronic Systems, per formar BAE Systems                                      |
| Carlo Gavazzi Space S.p.A.                            | Itàlia                                                                          |                                                                                   | |
| China Academy of Space Technology                     | República Popular de la Xina                                                    |                                                                                   | part de China Aerospace Science and Technology Corporation                                          |
| Clyde Space                                           | Regne Unit                                                                      |                                                                                   | CubeSats i Nanosatèl·lits (<10 kg)                                                                  |
| SUPARCO                                               | Pakistan                                                                        |                                                                                   | Badr 1 i Badr B, PAKSAT-1R                                                                          |
| Indian Space Research Organisation                    | Índia                                                                           |                                                                                   | |
| Iranian Space Agency                                  | Iran                                                                            |                                                                                   | |
| Fairchild Space and Electronics Division              | Estats Units                                                                    |                                                                                   | venut a Matra Marconi Space, després va vendre a Orbital Sciences Corporation                       |
| Fokker Space & Systems                                | Països Baixos                                                                   |                                                                                   | llavors Dutch Space, ara forma part d'EADS Astrium Satellites                                       |
| General Electric                                      | Estats Units                                                                    |                                                                                   | després es va fusionar en Martin Marietta, ara forma part de Lockheed Martin                        |
| GomSpace                                              | Dinamarca                                                                       |                                                                                   | Cubesats i nanosatèl·lits (<10 kg)                                                                  |
| Hawker Siddeley Dynamics                              | Regne Unit                                                                      |                                                                                   | ara forma part d'EADS Astrium Satellites                                                            |
| Hughes Aircraft                                       | Estats Units                                                                    |                                                                                   | comprat per Boeing                                                                                  |
| IHI Corporation                                       | Japó                                                                            |                                                                                   | |
| Israel Aircraft Industries                            | Israel                                                                          |                                                                                   | |
| Khrunichev State Research and Production Space Center | Rússia                                                                          |                                                                                   | va produir la Mir i la Saliut                                                                       |
| NPO Làvotxkin                                         | Rússia                                                                          |                                                                                   | |
| MicroSat Systems. inc.                                | Canadà                                                                          |                                                                                   | anteriorment divisió espacial del Dynacon Incorporated                                              |
| Mitsubishi Heavy Industries                           | Japó                                                                            |                                                                                   | |
| Northrop Grumman Space Technology                     | Estats Units                                                                    |                                                                                   | |
| Orbital Sciences Corporation                          | Estats Units                                                                    |                                                                                   | |
| Pumpkin, Inc.                                         | Estats Units                                                                    |                                                                                   | CubeSats                                                                                            |
| Philco Ford                                           | Estats Units                                                                    |                                                                                   | llavors Ford Aerospace, ara Space Systems/Loral                                                     |
| RCA Astro                                             | Estats Units                                                                    |                                                                                   | comprat per General Electric, a continuació, per Martin Marietta, ara forma part de Lockheed Martin |
| Rockwell                                              | Estats Units                                                                    |                                                                                   | comprat per Boeing                                                                                  |
| RKK Energiya                                          | Rússia                                                                          |                                                                                   | va produir el Spútnik 1                                                                             |
| SPAR Aerospace                                        | Canadà                                                                          | 8 - Alouette 1 (1) Anik-E (1) RADARSAT 1 i 2 (2) Olympus-1 (1) MSAT 1, 2 i SA (3) | ara MacDonald Dettwiler                                                                             |
| SpaceDev                                              | Estats Units                                                                    |                                                                                   | |
| Spectrum Astro                                        | Estats Units                                                                    |                                                                                   | |
| Sun Space and Information Systems (Pty) Ltd           | Sud-àfrica                                                                      |                                                                                   | |
| Surrey Satellite Technology Ltd                       | Regne Unit                                                                      |                                                                                   | ara forma part d'EADS Astrium Satellites                                                            |
| Swales Aerospace                                      | Estats Units                                                                    |                                                                                   | |
| TRW                                                   | Estats Units                                                                    |                                                                                   | ara forma part de Northrop Grumman Space Technology                                                 |
| Yuzhnoye Design Bureau                                | Ucraïna                                                                         |                                                                                   | |
| INVAP                                                 | Argentina                                                                       |                                                                                   | |

## Fabricants de vehicles de llançament i els proveïdors de serveis de tercers
| Empresa                           | Ubicació | Nombre de llançats amb èxit | Comentaris                                      |
| --------------------------------- | --- | --------------------------- | ----------------------------------------------- |
| Arianespace                       | Unió Europea ( França/ Alemanya/ Itàlia/ Bèlgica/ Suïssa/ Suècia/ Espanya/ Països Baixos/ Noruega/ Dinamarca/ Índia)                                        |                             |                                                 |
| EADS Astrium Space Transportation | Unió Europea ( Alemanya/ França/ Regne Unit/ Espanya/ Països Baixos)                                                                                        |                             |                                                 |
| Eurockot Launch Services          | Unió Europea ( Alemanya/ França/ Regne Unit/ Espanya/ Països Baixos/ Rússia)                                                                                |                             | propietat d'EADS Astrium                        |
| International Launch Services     | Estats Units · Rússia | 97/100                      |                                                 |
| Iranian Space Agency              | Iran |                             |                                                 |
| ISC Kosmotras                     | Rússia/ Ucraïna/ Kazakhstan |                             |                                                 |
| Orbital Sciences Corporation      | Estats Units |                             | anteriorment propietat de ORBIMAGE (ara GeoEye) |
| SpaceDev                          | Estats Units |                             | propietat de Sierra Nevada Corporation          |
| SpaceQuest, Ltd.                  | Estats Units |                             |                                                 |
| SpaceX                            | Estats Units | 4/7                         |                                                 |
| Sea Launch                        | Estats Units/ Rússia/ Ucraïna/ Noruega | 28/31                       | posseeix subsidiària Land Launch                |
| Starsem                           | Unió Europea ( Alemanya/ França/ Regne Unit/ Espanya/ Països Baixos/ Itàlia/ Bèlgica/ Suïssa/ Suècia/ Països Baixos/ Noruega/ Dinamarca/ Índia) and Rússia) |                             | comercialitza la llançadora Soiuz               |
| United Launch Alliance            | Estats Units |                             |                                                 |
| SUPARCO                           | Pakistan | classificat                 |                                                 |
| Yuzhmash                          | Ucraïna |                             |                                                 |

Ales comercials de les agències espacials nacionals:
- Antrix Corporation  Índia
- China Aerospace Science and Technology Corporation  República Popular de la Xina

## Fabricants de mòduls de descends, astromòbils i sondes
| Empresa                             | Ubicació                     | Nombre de sondes llançades | Comentaris                                             |
| ----------------------------------- | ---------------------------- | -------------------------- | ------------------------------------------------------ |
| Làvotxkin                           | Rússia                       |                            | astromòbils pel Lunokhod 1                             |
| Brown Engineering Company           | Huntsville, AL Estats Units  |                            | Astromòbis pel programa lunar Apollo                   |
| China National Space Administration | República Popular de la Xina |                            | pel programa Chang'e 3 el 2013                         |
| Robotics Institute                  | Pittsburgh, PA Estats Units  |                            | pel Scarab                                             |
| NASA JPL                            | Estats Units                 |                            | per les missions lunars ATHLETE                        |
| NASA                                | Estats Units                 |                            | Space Exploration Vehicle per a la futura missió lunar |

## Fabricants de components de naus espacials
| Empresa                         | Ubicació                       | Components construïts | Comentaris |
| ------------------------------- | ------------------------------ | --- | --- |
| American Technology Consortium  | Oxnard, CA Estats Units        | Mars Pathfinder Airbag Retraction Actuator Planetary Gearboxes, Mars Pathfinder Camera Pointing Mechanisms, Stardust Scan Mirror Mechanism, Mars Volatiles and Climate Surveyor (MVACS) Robot Arm Brush Motors, MVACS Camera Pointing Mechanisms, Genesis Array Deployment Mechanism, Shuttle Radar Topography Mapper (SRTM) Mast Deployment Actuators, SRTM Harmonic Drive Actuators, A2100 & A2100M Bus Antenna Pointing Mechanism Linear Actuators, Orbview 3 & 4 Antenna Gimbals, Sirius Satellite Radio Antenna Gimbal Motors, Champollion Cryogenic Comet Drill Actuator, TES Filter Wheel Actuator, Mars Odyssey Mission PanCam Mast Deployment Actuator, Mars Odyssey PanCam Azimuth Twist Capsule and Actuator Assembly, Mars Odyssey PanCam Elevation Actuator, Mars Odyssey Drill Mechanism Gearboxes i Mars Phoenix Camera Pointing Mechanisms | La venda d'actius al competidor l'any 2000, la corporació original amb nom de Rocketstar Robotics Inc el 2006 |
| Andrews Space                   | Seattle, WA Estats Units       | | |
| EADS Astrium Satellites         | Unió Europea                   | | |
| Final Frontier Construction LLC | Ashton, MD Estats Units        | Exemples a escala de Gershin Class i Shia Class amb capacitat de gravetat artificial | |
| Pumpkin, Inc                    | San Francisco, CA Estats Units | CubeSat Kits | |
| Kongsberg Defence & Aerospace   | Kongsberg Noruega              | Kongsberg Adaptive Rotational Mechanism Assembly [KARMA] en la configuració com Solar Array Drive Mechanism (SADM), utilitzat en Rosetta, Mars Express, Venus Express, Sentinel 1, Sentinel 3 i BepiColombo MTM. Electrònica d'unitat pel Sentinel 1 i BepiColombo MTM. Elevadors de fixació suports, incloent la funció de separació, per l'Ariane 5. | |
| Rocketstar Robotics Inc         | Camarillo, CA Estats Units     | Space Interferometry Mission Optical Shutter Mechanisms | |
| Thortek Laboratories, Inc.      | Irvine, KY Estats Units        | | unificat amb SpaceDev                                                                                         |
| Starsys                         | Sparks, NV Estats Units        | | unificat amb SpaceDev                                                                                         |
| SpaceDev                        | Sparks, NV Estats Units        | | |
| Clyde Space                     | Regne Unit                     | Power System Electronics, Batteries, Solar Panels, Attitude Control Systems | |

## Fabricants de propulsors
| Empresa                 | Estat                                 | Motor  | Tipus de motor                     | Comentaris                                        |  |
| ----------------------- | ------------------------------------- | ------ | ---------------------------------- | ------------------------------------------------- |  |
| American Rocket Company | Estats Units                          |        | coet híbrid                        | la propietat intel·lectual adquirida per SpaceDev |  |
| Frontier Astronautics   | Valencia, CA Estats Units             |        | VIPER                              | Oxigen líquid                                     |  |
| Frontier Astronautics   |                                       |        | Asp                                | Peròxid d'alta prova                              |  |
| AE Aerospace            | Luisville, KY Estats Units            | HIRE   | motor de coet d'ions híbrid        | [ 4 ] [ 5 ]                                       |  |
| Orion Propulsion        | Madison, AL Estats Units              |        | utilitzat en el Sundancer i Ares I |                                                   |  |
| Rocketdyne              | Canoga Park, Los Angeles Estats Units |        | Liquid                             | Divisió de Pratt & Whitney                        |  |
| Ad Astra Rocket Company | Webster, TX Estats Units              | VASIMR | magnetoplasma                      | pot ser utilitzat per futures missions a Mart     |  |
| Reaction Engines Ltd.   | Oxfordshire, England Regne Unit       | SABRE  | coet/turbojet/ramjet               | previst per ser utilitzat en el Skylon            |  |
| SpaceDev                | Poway, CA Estats Units                |        | coet híbrid                        | utilitzat en el SpaceShipOne i SpaceShipTwo       |  |